# آخر زيارة (فلم)
آخر زيارة فيلم روائي سعودي عرض في عام 2019 بمهرجان كارلوفي فاري السينمائي الدولي بدولة التشيك. وهو أول فيلم سعودي يدرج في مسابقة (شرق الغرب) التابعة للمهرجان. وأول فيلم عربي يعرض في المهرجان بعد غياب سجلته المشاركات العربية لمدة 48 عام أقيم خلالها المهرجان. كما شارك في المسابقة الرسمية في المهرجان الدولي للفيلم في مراكش. الفيلم من إخراج عبد المحسن الضبعان، وكتابة فهد الأسطاء وعبد المحسن الضبعان. أنتجت الفيلم مؤسسة مشهد أخير لمحمد الحمود، وبدعم من مركز الملك عبدالعزيز الثقافي العالمي بالظهران.

## قصة الفيلم
يعرض الفيلم قصة مألوفة عن صعوبة علاقة أب مع ابنه في مدينة الرياض، علاقة تتسم بالاضطراب وتصعب الفجوة بين الجيلين التواصل بينهما. ومن الملاحظ تغييب الوجود النسائي في الفيلم، ويعزى ذلك إلى نقد ضمني للمجتمع الذكوري من قبل الكاتب والمخرج.

## طاقم العمل
مثل الفيلم عبد الله الفهد وأسامة القس، ومساعد خالد وفهد الغريري، وشجاع نشاط وعبد الله الحمادي صور الفيلم أمين مسعدي وأخرجه المخرج عبد المحسن الضبعان.